# Stachys clingmanii
Stachys clingmanii är en kransblommig växtart som beskrevs av John Kunkel Small. Stachys clingmanii ingår i släktet syskor, och familjen kransblommiga växter. Inga underarter finns listade i Catalogue of Life.